# کهارولا
کهارولا (به لاتین: Kaharole) یک منطقهٔ مسکونی در بنگلادش است که در ناحیه دیناج‌پور واقع شده‌است. کهارولا ۲۰۵٫۵۴ کیلومتر مربع مساحت و ۱۱۸٬۳۷۹ نفر جمعیت دارد.